# Ángel Concha
Ángel Gabriel Concha Salvatierra (Santiago, 1843-1927), fue un abogado y político chileno, quien se desempeñó como diputado e intendente.

## Biografía
Estudió en el Instituto Nacional, entre otros establecimientos educacionales. Se tituló de abogado. Se casó con Carmela Contreras Jiménez.
Fue elegido diputado suplente por el departamento de Caupolicán, provincia de Colchagua, para el período de 1876 a 1879 y diputado propietario por el mismo distrito desde 1879 a 1882.
Fue intendente de la provincia de O'Higgins, el segundo en ocupar el cargo, siendo nombrado el 20 de abril de 1885, por el presidente Domingo Santa María, cargo que ejerció hasta 1888. Durante la epidémia de colera de 1887 fue considerado: "previsor, abnegado e infatigable. El aprecio público renumera sus esfuerzos".
A continuación fue intendente de Colchagua desde el 1 de octubre de 1888 a 1891, bajo el Gobierno de José Manuel Balmaceda.
En enero de 1891, fue nombrado Comandante del Batallón Cívico de San Fernando, como teniente coronel de guardias nacionales. Con el fin del gobierno de Balmaceda, fue cesado en sus funciones. Le cupió participación en la comisión encargada del Censo de 1920.